# Liga Femenina de Voleibol Argentino 2015-16
La Liga Femenina de Voleibol Argentino 2015-16 fue la vigésima edición del torneo más importante a nivel de clubes organizado por FeVA.
El campeón fue Villa Dora, que venció en la final al pasado campeón Boca Juniors en cinco sets en el partido final disputado el 16 de abril en el Polideportivo Gorki Grana de Morón. El equipo santafesino se consagró campeón invicto al no perder ningún partido de los que disputó.

## Equipos participantes
| Clasificados a tercera fase. - Estudiantes de La Plata, La Plata. - Gimnasia y Esgrima, La Plata. - Selección menor. - San Lorenzo de Almagro, Buenos Aires. - Boca Juniors, Buenos Aires. - Villa Dora, Santa Fe. - San Martín, Formosa. - Rosario Vóley, Rosario, Santa Fe. - Universidad Nacional de San Juan. | Clasificados a segunda fase. - Ciudad, Buenos Aires. - San Jorge, Santa Fe. - Círculo Policial, Mendoza. - Rivadavia, - Vélez Sarsfield, Buenos Aires. - Trebolense, El Trébol, Santa Fe. - Mendoza de Regatas, Mendoza. - River Plate, Buenos Aires - Argentino San Carlos, San Carlos, Santa Fe. - Club Bell - Picún Leufú, Neuquén. - El Biguá, Neuquén. - Puerto Vóley, Puerto Madryn, Chubut. - Amigos de Laprida, Comodoro Rivadavia. |

## Modo de disputa
Primera fase, fase clasificatoria previa.
Organizada por cada región de manera independiente.
Segunda fase, fase clasificatoria previa.
A partir de esta fase, FeVA organiza el campeonato. En la segunda fase participan 14 instituciones divididas en cuatro zonas, dos de cuatro equipos y dos con tres equipos. Se enfrentan todos contra todos una vez, en una misma sede durante tres días corridos. Los dos mejores equipos de cada zona avanzan de fase.
Tercera fase, fase regular.
Fase regular.
En la tercera fase participan 15 equipos divididos en tres zonas de cinco equipos cada una. Se enfrentan todos contra todos dentro de su grupo a partido y revancha. Avanzan de fase los mejores cuatro de cada zona.
Cuadrangulares y triangulares
Primero, participan los 12 clasificados de la fase previa. Los dos mejores equipos de cada zona de cuadrangulares avanzan a los triangulares. En los triangulares participan 6 equipos divididos en dos grupos. Nuevamente avanzan los dos mejores de cada grupo. Tanto en los triangulares como en los cuadrangulares, se enfrentan todos contra todos una vez, en una misma sede durante tres días corridos
Play offs, semifinales y final.
Las semifinales se juegan al mejor de 3 partidos. Se enfrentan de manera cruzada los cuatro clasificados, de manera que el primero de una zona juega contra el segundo de la otra. El primer encuentro es en cancha del peor ubicado, los dos restantes en cancha del mejor ubicado. Los ganadores avanzan a la final, mientras que los perdedores disputan el tercer puesto.

## Segunda fase

### Zona A
| Pos. | Equipo                | Partidos | Partidos | Partidos | Sets | Sets | Pts |
| Pos. | Equipo                | PJ       | PG       | PP       | SG   | SP   | Pts |
| ---- | --------------------- | -------- | -------- | -------- | ---- | ---- | --- |
| 1.º  | Círculo Policial      | 3        | 3        | 0        | 9    | 3    | 8   |
| 2.º  | San Jorge             | 3        | 2        | 1        | 7    | 5    | 6   |
| 3.º  | Ciudad (Buenos Aires) | 3        | 1        | 2        | 4    | 8    | 2   |
| 4.º  | Rivadavia             | 3        | 0        | 3        | 5    | 9    | 2   |

| Partidos jugados en Villa María, Córdoba. | Partidos jugados en Villa María, Córdoba. | Partidos jugados en Villa María, Córdoba. | Partidos jugados en Villa María, Córdoba. | Partidos jugados en Villa María, Córdoba. | Partidos jugados en Villa María, Córdoba. | Partidos jugados en Villa María, Córdoba. | Partidos jugados en Villa María, Córdoba. | Partidos jugados en Villa María, Córdoba. | Partidos jugados en Villa María, Córdoba. |
| Fecha                                     | Local                                     | Resul                                     | Visitante                                 | Set 1                                     | Set 2                                     | Set 3                                     | Set 4                                     | Set 5                                     |                                           |
| ----------------------------------------- | ----------------------------------------- | ----------------------------------------- | ----------------------------------------- | ----------------------------------------- | ----------------------------------------- | ----------------------------------------- | ----------------------------------------- | ----------------------------------------- | ----------------------------------------- |
| 5 de diciembre                            | San Jorge                                 | 1 - 3                                     | Círculo Policial                          | 22-25                                     | 18-25                                     | 25-23                                     | 25-27                                     |                                           |                                           |
| 5 de diciembre                            | Rivadavia                                 | 2 - 3                                     | Ciudad                                    | 25-21                                     | 25-22                                     | 20-25                                     | 20-25                                     | 11-25                                     |                                           |
| 6 de diciembre                            | Círculo Policial                          | 3 - 0                                     | Ciudad                                    | 25-20                                     | 25-19                                     | 25-23                                     |                                           |                                           |                                           |
| 6 de diciembre                            | Rivadavia                                 | 1 - 3                                     | San Jorge                                 | 28-26                                     | 16-25                                     | 19-25                                     | 23-25                                     |                                           |                                           |
| 7 de diciembre                            | San Jorge                                 | 3 - 1                                     | Ciudad                                    | 25-23                                     | 25-16                                     | 24-26                                     | 26-24                                     |                                           |                                           |
| 7 de diciembre                            | Rivadavia                                 | 2 - 3                                     | Círculo Policial                          | 26-24                                     | 21-25                                     | 14-25                                     | 25-20                                     | 10-25                                     |                                           |

### Zona B
| Pos. | Equipo             | Partidos | Partidos | Partidos | Sets | Sets | Pts |
| Pos. | Equipo             | PJ       | PG       | PP       | SG   | SP   | Pts |
| ---- | ------------------ | -------- | -------- | -------- | ---- | ---- | --- |
| 1.º  | Trebolense         | 2        | 2        | 0        | 6    | 0    | 6   |
| 2.º  | Vélez Sarsfield    | 2        | 1        | 1        | 3    | 3    | 3   |
| 3.º  | Mendoza de Regatas | 2        | 0        | 2        | 0    | 6    | 0   |

| Partidos jugados en El Trébol, Santa Fe. | Partidos jugados en El Trébol, Santa Fe. | Partidos jugados en El Trébol, Santa Fe. | Partidos jugados en El Trébol, Santa Fe. | Partidos jugados en El Trébol, Santa Fe. | Partidos jugados en El Trébol, Santa Fe. | Partidos jugados en El Trébol, Santa Fe. | Partidos jugados en El Trébol, Santa Fe. | Partidos jugados en El Trébol, Santa Fe. | Partidos jugados en El Trébol, Santa Fe. |
| Fecha                                    | Local                                    | Resul                                    | Visitante                                | Set 1                                    | Set 2                                    | Set 3                                    | Set 4                                    | Set 5                                    |                                          |
| ---------------------------------------- | ---------------------------------------- | ---------------------------------------- | ---------------------------------------- | ---------------------------------------- | ---------------------------------------- | ---------------------------------------- | ---------------------------------------- | ---------------------------------------- | ---------------------------------------- |
| 5 de diciembre                           | Trebolense                               | 3 - 0                                    | Regatas (M)                              | 25-23                                    | 25-20                                    | 25-19                                    |                                          |                                          |                                          |
| 6 de diciembre                           | Vélez Sarsfield                          | 3 - 0                                    | Regatas (M)                              | 25-14                                    | 25-15                                    | 25-16                                    |                                          |                                          |                                          |
| 7 de diciembre                           | Trebolense                               | 3 - 0                                    | Vélez Sarsfield                          | 25-23                                    | 25-13                                    | 25-20                                    |                                          |                                          |                                          |

### Zona C
| Pos. | Equipo               | Partidos | Partidos | Partidos | Sets | Sets | Pts |
| Pos. | Equipo               | PJ       | PG       | PP       | SG   | SP   | Pts |
| ---- | -------------------- | -------- | -------- | -------- | ---- | ---- | --- |
| 1.º  | River Plate          | 2        | 2        | 0        | 6    | 1    | 6   |
| 2.º  | Club Bell            | 2        | 1        | 1        | 4    | 3    | 3   |
| 3.º  | Argentino San Carlos | 2        | 0        | 2        | 0    | 6    | 0   |

| Partidos jugados en San Carlos, Santa Fe. | Partidos jugados en San Carlos, Santa Fe. | Partidos jugados en San Carlos, Santa Fe. | Partidos jugados en San Carlos, Santa Fe. | Partidos jugados en San Carlos, Santa Fe. | Partidos jugados en San Carlos, Santa Fe. | Partidos jugados en San Carlos, Santa Fe. | Partidos jugados en San Carlos, Santa Fe. | Partidos jugados en San Carlos, Santa Fe. | Partidos jugados en San Carlos, Santa Fe. |
| Fecha                                     | Local                                     | Resul                                     | Visitante                                 | Set 1                                     | Set 2                                     | Set 3                                     | Set 4                                     | Set 5                                     |                                           |
| ----------------------------------------- | ----------------------------------------- | ----------------------------------------- | ----------------------------------------- | ----------------------------------------- | ----------------------------------------- | ----------------------------------------- | ----------------------------------------- | ----------------------------------------- | ----------------------------------------- |
| 4 de diciembre                            | Arg. San Carlos                           | 0 - 3                                     | Club Bell                                 | 16-25                                     | 19-25                                     | 16-25                                     |                                           |                                           |                                           |
| 5 de diciembre                            | Club Bell                                 | 1 - 3                                     | River Plate                               | 16-25                                     | 20-25                                     | 27-25                                     | 17-25                                     |                                           |                                           |
| 6 de diciembre                            | Arg. San Carlos                           | 0 - 3                                     | River Plate                               | 14-25                                     | 16-25                                     | 20-25                                     |                                           |                                           |                                           |

### Zona D
| Pos. | Equipo         | Partidos | Partidos | Partidos | Sets | Sets | Pts |
| Pos. | Equipo         | PJ       | PG       | PP       | SG   | SP   | Pts |
| ---- | -------------- | -------- | -------- | -------- | ---- | ---- | --- |
| 1.º  | Picún Leufú    | 3        | 3        | 0        | 9    | 3    | 8   |
| 2.º  | El Biguá       | 3        | 2        | 1        | 8    | 5    | 7   |
| 3.º  | Amigos Laprida | 3        | 1        | 2        | 4    | 8    | 2   |
| 4.º  | Puerto Vóley   | 3        | 0        | 3        | 4    | 9    | 1   |

| Partidos jugados en Comodoro Rivadavia, Chubut. | Partidos jugados en Comodoro Rivadavia, Chubut. | Partidos jugados en Comodoro Rivadavia, Chubut. | Partidos jugados en Comodoro Rivadavia, Chubut. | Partidos jugados en Comodoro Rivadavia, Chubut. | Partidos jugados en Comodoro Rivadavia, Chubut. | Partidos jugados en Comodoro Rivadavia, Chubut. | Partidos jugados en Comodoro Rivadavia, Chubut. | Partidos jugados en Comodoro Rivadavia, Chubut. | Partidos jugados en Comodoro Rivadavia, Chubut. |
| Fecha                                           | Local                                           | Resul                                           | Visitante                                       | Set 1                                           | Set 2                                           | Set 3                                           | Set 4                                           | Set 5                                           |                                                 |
| ----------------------------------------------- | ----------------------------------------------- | ----------------------------------------------- | ----------------------------------------------- | ----------------------------------------------- | ----------------------------------------------- | ----------------------------------------------- | ----------------------------------------------- | ----------------------------------------------- | ----------------------------------------------- |
| 5 de diciembre                                  | Picún Leufú                                     | 3 - 2                                           | El Biguá                                        | 25-19                                           | 25-22                                           | 24-26                                           | 25-27                                           | 15-8                                            |                                                 |
| 5 de diciembre                                  | Amigos Laprida                                  | 3 - 2                                           | Puerto Vóley                                    | 25-18                                           | 24-26                                           | 21-25                                           | 25-19                                           | 15-13                                           |                                                 |
| 6 de diciembre                                  | Puerto Vóley                                    | 1 - 3                                           | Picún Leufú                                     | 25-22                                           | 13-25                                           | 17-25                                           | 20-25                                           |                                                 |                                                 |
| 6 de diciembre                                  | Amigos Laprida                                  | 1 - 3                                           | El Biguá                                        | 25-18                                           | 23-25                                           | 23-25                                           | 18-25                                           |                                                 |                                                 |
| 7 de diciembre                                  | Puerto Vóley                                    | 1 - 3                                           | El Biguá                                        | 23-25                                           | 25-22                                           | 16-25                                           | 17-25                                           |                                                 |                                                 |
| 7 de diciembre                                  | Amigos Laprida                                  | 0 - 3                                           | Picún Leufú                                     | 17-25                                           | 15-25                                           | 19-25                                           |                                                 |                                                 |                                                 |

## Tercera fase, fase regular

### Zona A
| Pos. | Equipo              | Partidos | Partidos | Partidos | Sets | Sets | Pts |
| Pos. | Equipo              | PJ       | PG       | PP       | SG   | SP   | Pts |
| ---- | ------------------- | -------- | -------- | -------- | ---- | ---- | --- |
| 1.º  | Boca Juniors        | 8        | 7        | 1        | 23   | 5    | 22  |
| 2.º  | River Plate         | 8        | 6        | 2        | 21   | 14   | 16  |
| 3.º  | Vélez Sarsfield     | 8        | 5        | 3        | 18   | 12   | 15  |
| 4.º  | Círculo Policial    | 8        | 2        | 6        | 9    | 20   | 7   |
| 5.º  | Selección Argentina | 8        | 0        | 8        | 4    | 24   | 0   |

|  |                 |
|  | Avanza de fase. |

| Círculo Policial | 3 - 1 | Selección    | 25-14 | 25-22 | 24-26 | 25-18 |  |
| Selección        | 0 - 3 | Boca Juniors | 14-25 | 20-25 | 19-25 |       |  |
| Círculo Policial | 1 - 3 | River Plate  | 23-25 | 23-25 | 25-19 | 23-25 |  |
| Selección        | 0 - 3 | River Plate  | 12-25 | 20-25 | 24-26 |       |  |
| Círculo Policial | 0 - 3 | Boca Juniors | 23-25 | 17-25 | 15-25 |       |  |

| Boca Juniors | 3 - 0 | Vélez Sarsfield | 25-18 | 25-14 | 25-18 |       |       |
| River Plate  | 2 - 3 | Vélez Sarsfield | 19-25 | 25-18 | 9-25  | 25-21 | 12-15 |

| Vélez Sarsfield | 3 - 1 | Selección        | 20-25 | 25-20 | 25-18 | 25-20 |  |
| Selección       | 1 - 3 | River Plate      | 28-26 | 14-25 | 20-25 | 19-25 |  |
| Vélez Sarsfield | 3 - 0 | Círculo Policial | 28-26 | 25-21 | 25-13 |       |  |

| Selección       | 1 - 3 | Círculo Policial | 24-26 | 19-25 | 25-22 | 20-25 |       |
| Vélez Sarsfield | 2 - 3 | River Plate      | 23-25 | 22-25 | 25-17 | 25-15 | 6-15  |
| Boca Juniors    | 3 - 0 | Selección        | 25-23 | 25-13 | 25-11 |       |       |
| River Plate     | 3 - 2 | Círculo Policial | 29-27 | 21-25 | 22-25 | 25-20 | 15-11 |
| Vélez Sarsfield | 3 - 0 | Círculo Policial | 28-26 | 25-20 | 25-16 |       |       |
| Vélez Sarsfield | 3 - 0 | Selección        | 25-18 | 25-11 | 26-24 |       |       |
| Boca Juniors    | 3 - 0 | Círculo Policial | 25-12 | 25-12 | 25-16 |       |       |

| River Plate | 3 - 2 | Boca Juniors | 18-25 | 21-25 | 25-18 | 25-16 | 15-13 |

| Boca Juniors    | 3 - 1 | River Plate  | 25-19 | 13-25 | 25-15 | 25-17 |  |
| Vélez Sarsfield | 1 - 3 | Boca Juniors | 22-25 | 15-25 | 25-21 | 21-25 |  |

### Zona B
| Pos. | Equipo       | Partidos | Partidos | Partidos | Sets | Sets | Pts |
| Pos. | Equipo       | PJ       | PG       | PP       | SG   | TP   | Pts |
| ---- | ------------ | -------- | -------- | -------- | ---- | ---- | --- |
| 1.º  | San Lorenzo  | 8        | 7        | 1        | 23   | 8    | 21  |
| 2.º  | Echagüe      | 8        | 7        | 1        | 23   | 11   | 21  |
| 3.º  | San José     | 8        | 4        | 4        | 16   | 16   | 11  |
| 4.º  | Club Rosario | 8        | 1        | 7        | 10   | 22   | 4   |
| 5.º  | San Jorge    | 8        | 1        | 7        | 7    | 22   | 3   |

|  |                 |
|  | Avanza de fase. |

| San Jorge    | 0 - 3 | San Lorenzo | 14-25 | 20-25 | 19-25 |       |  |
| Club Rosario | 0 - 3 | San Lorenzo | 18-25 | 17-25 | 18-25 |       |  |
| Echagüe      | 3 - 1 | San José    | 25-23 | 25-23 | 26-28 | 25-18 |  |

| San Jorge   | 1 - 3 | Club Rosario | 19-25 | 25-23 | 17-25 | 24-26 |       |
| San Lorenzo | 3 - 1 | San José     | 25-17 | 25-20 | 23-25 | 25-20 |       |
| San Lorenzo | 3 - 2 | Echagüe      | 25-15 | 28-30 | 21-25 | 25-12 | 15-10 |

| San Jorge    | 1 - 3 | San José | 25-23 | 17-25 | 19-25 | 18-25 |  |
| Club Rosario | 1 - 3 | Echagüe  | 26-24 | 16-24 | 24-26 | 20-25 |  |
| San Jorge    | 1 - 3 | Echagüe  | 20-25 | 25-18 | 17-25 | 22-25 |  |
| Club Rosario | 1 - 3 | San José | 17-25 | 23-25 | 25-19 | 20-25 |  |

| Echagüe      | 3 - 2 | San Lorenzo | 28-26 | 21-25 | 15-25 | 25-23 | 15-10 |
| San José     | 1 - 3 | San Lorenzo | 17-25 | 18-25 | 26-24 | 20-25 |       |
| Club Rosario | 1 - 3 | San Jorge   | 27-29 | 20-25 | 26-24 | 16-25 |       |

| San José    | 1 - 3 | Echagüe      | 25-22 | 17-25 | 22-25 | 20-25 |  |
| San Lorenzo | 3 - 0 | San Jorge    | 25-11 | 25-15 | 25-22 |       |  |
| San Lorenzo | 3 - 1 | Club Rosario | 25-20 | 19-25 | 25-22 | 25-17 |  |

| Echagüe  | 3 - 1 | Club Rosario | 25-16 | 25-23 | 18-25 | 25-20 |      |
| San José | 3 - 0 | San Jorge    | 25-19 | 25-21 | 25-21 |       |      |
| San José | 3 - 2 | Club Rosario | 25-14 | 25-18 | 18-25 | 17-25 | 15-5 |
| Echagüe  | 3 - 1 | San Jorge    | 25-20 | 25-27 | 25-11 | 25-20 |      |

### Zona C
| Pos. | Equipo                | Partidos | Partidos | Partidos | Sets | Sets | Pts |
| Pos. | Equipo                | PJ       | PG       | PP       | SG   | SP   | Pts |
| ---- | --------------------- | -------- | -------- | -------- | ---- | ---- | --- |
| 1.º  | Villa Dora            | 8        | 8        | 0        | 24   | 3    | 24  |
| 2.º  | Estudiantes (LP)      | 8        | 5        | 3        | 16   | 13   | 14  |
| 3.º  | Gimnasia (LP)         | 8        | 5        | 3        | 17   | 13   | 13  |
| 4.º  | San Martín (Formosa)  | 8        | 1        | 7        | 10   | 23   | 5   |
| 5.º  | Ciudad (Buenos Aires) | 8        | 1        | 7        | 8    | 23   | 4   |

|  |                 |
|  | Avanza de fase. |

| Villa Dora     | 3 - 1 | Gimnasia (LP)    | 25-22 | 26-24 | 20-25 | 25-15 |  |
| San Martín (F) | 0 - 3 | Estudiantes (LP) | 20-25 | 24-26 | 20-25 |       |  |
| Villa Dora     | 3 - 1 | Estudiantes (LP) | 19-25 | 25-14 | 27-25 | 25-14 |  |
| San Martín (F) | 0 - 3 | Gimnasia (LP)    | 17-25 | 19-25 | 18-25 |       |  |

| San Martín (F)   | 1 - 3 | Villa Dora     | 11-25 | 17-25 | 25-23 | 17-25 |  |
| Estudiantes (LP) | 3 - 0 | Ciudad (Bs As) | 25-18 | 25-22 | 26-24 |       |  |
| Gimnasia (LP)    | 3 - 0 | Ciudad (Bs As) | 25-22 | 25-22 | 27-25 |       |  |

| Gimnasia (LP) | 3 - 0 | Estudiantes (LP) | 25-14 | 25-19 | 25-22 |  |  |

| Villa Dora     | 3 - 0 | Ciudad (Bs As) | 25-18 | 25-12 | 25-16 |       |       |
| San Martín (F) | 2 - 3 | Ciudad (Bs As) | 22-25 | 25-21 | 25-22 | 19-25 | 13-15 |
| Villa Dora     | 3 - 0 | San Martín (F) | 26-24 | 25-12 | 25-15 |       |       |

| Gimnasia (LP)    | 3 - 2 | San Martín (F) | 25-17 | 25-27 | 19-25 | 25-18 | 16-14 |
| Estudiantes (LP) | 0 - 3 | Villa Dora     | 13-25 | 18-25 | 18-25 |       |       |
| Gimnasia (LP)    | 0 - 3 | Villa Dora     | 22-25 | 17-25 | 29-31 |       |       |
| Estudiantes (LP) | 3 - 2 | San Martín (F) | 30-28 | 19-25 | 22-25 | 25-19 | 26-14 |
| Ciudad (Bs As)   | 2 - 3 | San Martín (F) | 21-25 | 16-25 | 25-18 | 25-21 | 6-15  |
| Ciudad (Bs As)   | 0 - 3 | Villa Dora     | 20-25 | 19-25 | 12-25 |       |       |
| Estudiantes (LP) | 3 - 1 | Gimnasia (LP)  | 25-13 | 16-25 | 25-19 | 27-25 |       |

| Ciudad (Bs As) | 2 - 3 | Estudiantes (LP) | 25-22 | 11-25 | 18-25 | 25-20 | 7-15 |
| Ciudad (Bs As) | 1 - 3 | Gimnasia (LP)    | 21-25 | 23-25 | 25-18 | 19-25 |      |

## Cuarta fase, cuadrangulares

### Zona D
| Pos. | Equipo                     | Partidos | Partidos | Partidos | Sets | Sets | Pts |
| Pos. | Equipo                     | PJ       | PG       | PP       | SG   | SP   | Pts |
| ---- | -------------------------- | -------- | -------- | -------- | ---- | ---- | --- |
| 1.º  | Boca Juniors               | 3        | 3        | 0        | 9    | 1    | 9   |
| 2.º  | Echagüe                    | 3        | 2        | 1        | 7    | 3    | 6   |
| 3.º  | Gimnasia (LP)              | 3        | 1        | 2        | 3    | 8    | 2   |
| 4.º  | Círculo Policial (Mendoza) | 3        | 0        | 3        | 2    | 9    | 1   |

| Partidos jugados en estadio de Boca Juniors, Buenos Aires. | Partidos jugados en estadio de Boca Juniors, Buenos Aires. | Partidos jugados en estadio de Boca Juniors, Buenos Aires. | Partidos jugados en estadio de Boca Juniors, Buenos Aires. | Partidos jugados en estadio de Boca Juniors, Buenos Aires. | Partidos jugados en estadio de Boca Juniors, Buenos Aires. | Partidos jugados en estadio de Boca Juniors, Buenos Aires. | Partidos jugados en estadio de Boca Juniors, Buenos Aires. | Partidos jugados en estadio de Boca Juniors, Buenos Aires. | Partidos jugados en estadio de Boca Juniors, Buenos Aires. |
| Fecha                                                      | Local                                                      | Resul                                                      | Visitante                                                  | Set 1                                                      | Set 2                                                      | Set 3                                                      | Set 4                                                      | Set 5                                                      |                                                            |
| ---------------------------------------------------------- | ---------------------------------------------------------- | ---------------------------------------------------------- | ---------------------------------------------------------- | ---------------------------------------------------------- | ---------------------------------------------------------- | ---------------------------------------------------------- | ---------------------------------------------------------- | ---------------------------------------------------------- | ---------------------------------------------------------- |
| 24 de marzo                                                | Echagüe                                                    | 3 - 0                                                      | Gimnasia (LP)                                              | 25-18                                                      | 25-16                                                      | 25-18                                                      |                                                            |                                                            |                                                            |
| 24 de marzo                                                | Boca Juniors                                               | 3 - 0                                                      | Círculo Policial (M)                                       | 25-14                                                      | 25-16                                                      | 25-20                                                      |                                                            |                                                            |                                                            |
| 25 de marzo                                                | Echagüe                                                    | 3 - 0                                                      | Círculo Policial (M)                                       | 25-13                                                      | 25-20                                                      | 25-22                                                      |                                                            |                                                            |                                                            |
| 25 de marzo                                                | Boca Juniors                                               | 3 - 0                                                      | Gimnasia (LP)                                              | 25-23                                                      | 25-12                                                      | 25-19                                                      |                                                            |                                                            |                                                            |
| 26 de marzo                                                | Gimnasia (LP)                                              | 3 - 2                                                      | Círculo Policial (M)                                       | 25-13                                                      | 23-25                                                      | 25-11                                                      | 18-25                                                      | 15-12                                                      |                                                            |
| 26 de marzo                                                | Boca Juniors                                               | 3 - 1                                                      | Echagüe                                                    | 25-22                                                      | 24-26                                                      | 25-12                                                      | 25-19                                                      |                                                            |                                                            |

### Zona E
| Pos. | Equipo           | Partidos | Partidos | Partidos | Sets | Sets | Pts |
| Pos. | Equipo           | PJ       | PG       | PP       | SG   | SP   | Pts |
| ---- | ---------------- | -------- | -------- | -------- | ---- | ---- | --- |
| 1.º  | San Lorenzo      | 3        | 3        | 0        | 9    | 1    | 9   |
| 2.º  | Vélez Sarsfield  | 3        | 2        | 1        | 7    | 5    | 6   |
| 3.º  | Estudiantes (LP) | 3        | 1        | 2        | 4    | 7    | 3   |
| 4.º  | Club Rosario     | 3        | 0        | 3        | 2    | 9    | 0   |

| Partidos jugados en estadio de San Lorenzo, Buenos Aires. | Partidos jugados en estadio de San Lorenzo, Buenos Aires. | Partidos jugados en estadio de San Lorenzo, Buenos Aires. | Partidos jugados en estadio de San Lorenzo, Buenos Aires. | Partidos jugados en estadio de San Lorenzo, Buenos Aires. | Partidos jugados en estadio de San Lorenzo, Buenos Aires. | Partidos jugados en estadio de San Lorenzo, Buenos Aires. | Partidos jugados en estadio de San Lorenzo, Buenos Aires. | Partidos jugados en estadio de San Lorenzo, Buenos Aires. | Partidos jugados en estadio de San Lorenzo, Buenos Aires. |
| Fecha                                                     | Local                                                     | Resul                                                     | Visitante                                                 | Set 1                                                     | Set 2                                                     | Set 3                                                     | Set 4                                                     | Set 5                                                     |                                                           |
| --------------------------------------------------------- | --------------------------------------------------------- | --------------------------------------------------------- | --------------------------------------------------------- | --------------------------------------------------------- | --------------------------------------------------------- | --------------------------------------------------------- | --------------------------------------------------------- | --------------------------------------------------------- | --------------------------------------------------------- |
| 24 de marzo                                               | Estudiantes (LP)                                          | 1 - 3                                                     | Vélez Sarsfield                                           | 25-22                                                     | 20-25                                                     | 16-25                                                     | 13-25                                                     |                                                           |                                                           |
| 24 de marzo                                               | San Lorenzo                                               | 3 - 0                                                     | Club Rosario                                              | 25-11                                                     | 25-18                                                     | 25-19                                                     |                                                           |                                                           |                                                           |
| 25 de marzo                                               | Estudiantes (LP)                                          | 3 - 1                                                     | Club Rosario                                              | 22-25                                                     | 25-19                                                     | 25-22                                                     | 25-19                                                     |                                                           |                                                           |
| 25 de marzo                                               | San Lorenzo                                               | 3 - 1                                                     | Vélez Sarsfield                                           | 25-21                                                     | 12-25                                                     | 25-20                                                     | 25-23                                                     |                                                           |                                                           |
| 26 de marzo                                               | Vélez Sarsfield                                           | 3 - 1                                                     | Club Rosario                                              | 25-15                                                     | 22-25                                                     | 25-20                                                     | 25-15                                                     |                                                           |                                                           |
| 26 de marzo                                               | San Lorenzo                                               | 3 - 0                                                     | Estudiantes (LP)                                          | 25-10                                                     | 25-19                                                     | 25-23                                                     |                                                           |                                                           |                                                           |

### Zona F
| Pos. | Equipo               | Partidos | Partidos | Partidos | Sets | Sets | Pts |
| Pos. | Equipo               | PJ       | PG       | PP       | SG   | SP   | Pts |
| ---- | -------------------- | -------- | -------- | -------- | ---- | ---- | --- |
| 1.º  | Villa Dora           | 3        | 3        | 0        | 9    | 1    | 9   |
| 2.º  | River Plate          | 3        | 2        | 1        | 7    | 5    | 6   |
| 3.º  | San Martín (Formosa) | 3        | 1        | 2        | 4    | 8    | 2   |
| 4.º  | San José             | 3        | 0        | 3        | 3    | 9    | 1   |

| Partidos jugados en estadio de Villa Dora, Santa Fe. | Partidos jugados en estadio de Villa Dora, Santa Fe. | Partidos jugados en estadio de Villa Dora, Santa Fe. | Partidos jugados en estadio de Villa Dora, Santa Fe. | Partidos jugados en estadio de Villa Dora, Santa Fe. | Partidos jugados en estadio de Villa Dora, Santa Fe. | Partidos jugados en estadio de Villa Dora, Santa Fe. | Partidos jugados en estadio de Villa Dora, Santa Fe. | Partidos jugados en estadio de Villa Dora, Santa Fe. | Partidos jugados en estadio de Villa Dora, Santa Fe. |
| Fecha                                                | Local                                                | Resul                                                | Visitante                                            | Set 1                                                | Set 2                                                | Set 3                                                | Set 4                                                | Set 5                                                |                                                      |
| ---------------------------------------------------- | ---------------------------------------------------- | ---------------------------------------------------- | ---------------------------------------------------- | ---------------------------------------------------- | ---------------------------------------------------- | ---------------------------------------------------- | ---------------------------------------------------- | ---------------------------------------------------- | ---------------------------------------------------- |
| 24 de marzo                                          | River Plate                                          | 3 - 1                                                | San José                                             | 17-25                                                | 25-22                                                | 25-18                                                | 25-20                                                |                                                      |                                                      |
| 24 de marzo                                          | Villa Dora                                           | 3 - 0                                                | San Martín (F)                                       | 25-13                                                | 25-13                                                | 25-16                                                |                                                      |                                                      |                                                      |
| 25 de marzo                                          | River Plate                                          | 3 - 1                                                | San Martín (F)                                       | 25-15                                                | 25-18                                                | 24-26                                                | 25-21                                                |                                                      |                                                      |
| 25 de marzo                                          | Villa Dora                                           | 3 - 0                                                | San José                                             | 25-23                                                | 25-17                                                | 25-16                                                |                                                      |                                                      |                                                      |
| 26 de marzo                                          | San José                                             | 2 - 3                                                | San Martín (F)                                       | 22-25                                                | 27-25                                                | 19-25                                                | 25-19                                                | 16-18                                                |                                                      |
| 26 de marzo                                          | Villa Dora                                           | 3 - 1                                                | River Plate                                          | 25-21                                                | 20-25                                                | 25-14                                                | 26-24                                                |                                                      |                                                      |

## Quinta fase, triangulares

### Zona G
| Pos. | Equipo          | Partidos | Partidos | Partidos | Sets | Sets | Pts |
| Pos. | Equipo          | PJ       | PG       | PP       | SG   | SP   | Pts |
| ---- | --------------- | -------- | -------- | -------- | ---- | ---- | --- |
| 1.º  | Boca Juniors    | 2        | 2        | 0        | 6    | 1    | 6   |
| 2.º  | Vélez Sarsfield | 2        | 1        | 1        | 4    | 5    | 2   |
| 3.º  | Echagüe         | 2        | 0        | 2        | 2    | 6    | 1   |

| Partidos jugados en estadio de Boca Juniors, Buenos Aires. | Partidos jugados en estadio de Boca Juniors, Buenos Aires. | Partidos jugados en estadio de Boca Juniors, Buenos Aires. | Partidos jugados en estadio de Boca Juniors, Buenos Aires. | Partidos jugados en estadio de Boca Juniors, Buenos Aires. | Partidos jugados en estadio de Boca Juniors, Buenos Aires. | Partidos jugados en estadio de Boca Juniors, Buenos Aires. | Partidos jugados en estadio de Boca Juniors, Buenos Aires. | Partidos jugados en estadio de Boca Juniors, Buenos Aires. | Partidos jugados en estadio de Boca Juniors, Buenos Aires. |
| Fecha                                                      | Local                                                      | Resul                                                      | Visitante                                                  | Set 1                                                      | Set 2                                                      | Set 3                                                      | Set 4                                                      | Set 5                                                      |                                                            |
| ---------------------------------------------------------- | ---------------------------------------------------------- | ---------------------------------------------------------- | ---------------------------------------------------------- | ---------------------------------------------------------- | ---------------------------------------------------------- | ---------------------------------------------------------- | ---------------------------------------------------------- | ---------------------------------------------------------- | ---------------------------------------------------------- |
| 1 de abril                                                 | Boca Juniors                                               | 3 - 1                                                      | Vélez Sarsfield                                            | 26-24                                                      | 20-25                                                      | 25-16                                                      | 25-17                                                      |                                                            |                                                            |
| 2 de abril                                                 | Echagüe                                                    | 2 - 3                                                      | Vélez Sarsfield                                            | 21-25                                                      | 21-25                                                      | 25-21                                                      | 25-16                                                      | 13-15                                                      |                                                            |
| 3 de abril                                                 | Boca Juniors                                               | 3 - 0                                                      | Echagüe                                                    | 25-23                                                      | 25-20                                                      | 25-23                                                      |                                                            |                                                            |                                                            |

### Zona H
| Pos. | Equipo      | Partidos | Partidos | Partidos | Sets | Sets | Pts |
| Pos. | Equipo      | PJ       | PG       | PP       | SG   | SP   | Pts |
| ---- | ----------- | -------- | -------- | -------- | ---- | ---- | --- |
| 1.º  | Villa Dora  | 2        | 2        | 0        | 3    | 1    | 6   |
| 2.º  | San Lorenzo | 2        | 1        | 1        | 4    | 3    | 3   |
| 3.º  | River       | 2        | 0        | 2        | 0    | 6    | 0   |

| Partidos jugados en estadio de Villa Dora, Santa Fe. | Partidos jugados en estadio de Villa Dora, Santa Fe. | Partidos jugados en estadio de Villa Dora, Santa Fe. | Partidos jugados en estadio de Villa Dora, Santa Fe. | Partidos jugados en estadio de Villa Dora, Santa Fe. | Partidos jugados en estadio de Villa Dora, Santa Fe. | Partidos jugados en estadio de Villa Dora, Santa Fe. | Partidos jugados en estadio de Villa Dora, Santa Fe. | Partidos jugados en estadio de Villa Dora, Santa Fe. | Partidos jugados en estadio de Villa Dora, Santa Fe. |
| Fecha                                                | Local                                                | Resul                                                | Visitante                                            | Set 1                                                | Set 2                                                | Set 3                                                | Set 4                                                | Set 5                                                |                                                      |
| ---------------------------------------------------- | ---------------------------------------------------- | ---------------------------------------------------- | ---------------------------------------------------- | ---------------------------------------------------- | ---------------------------------------------------- | ---------------------------------------------------- | ---------------------------------------------------- | ---------------------------------------------------- | ---------------------------------------------------- |
| 1 de abril                                           | Villa Dora                                           | 3 - 0                                                | River Plate                                          | 25-23                                                | 25-11                                                | 25-18                                                |                                                      |                                                      |                                                      |
| 2 de abril                                           | San Lorenzo                                          | 3 - 0                                                | River Plate                                          | 25-22                                                | 25-22                                                | 25-22                                                |                                                      |                                                      |                                                      |
| 3 de abril                                           | Villa Dora                                           | 3 - 1                                                | San Lorenzo                                          | 23-25                                                | 25-19                                                | 25-22                                                | 25-20                                                |                                                      |                                                      |

## Semifinales
Boca Juniors - San Lorenzo
| Equipo       | Partidos | Partidos | Partidos | Serie |
| ------------ | -------- | -------- | -------- | ----- |
| Boca Juniors | 1        | 3        | 3        | 2     |
| San Lorenzo  | 3        | 0        | 0        | 1     |

| Fecha       | Local        | Resul                                                      | Visitante   | Estadio                | Set 1 | Set 2 | Set 3 | Set 4 | Set 5 |
| ----------- | ------------ | ---------------------------------------------------------- | ----------- | ---------------------- | ----- | ----- | ----- | ----- | ----- |
| 6 de abril  | San Lorenzo  | 3 - 1 Archivado el 8 de mayo de 2016 en Wayback Machine.   | Boca Júnior | CASLA                  | 26-24 | 25-20 | 19-25 | 25-20 |       |
| 9 de abril  | Boca Juniors | 3 - 0 Archivado el 5 de junio de 2016 en Wayback Machine.  | San Lorenzo | Poli. Quinquela Martín | 26-24 | 25-22 | 25-12 |       |       |
| 10 de abril | Boca Juniors | 3 - 0 Archivado el 24 de junio de 2016 en Wayback Machine. | San Lorenzo | Poli. Quinquela Martín | 25-19 | 25-16 | 25-19 |       |       |

Villa Dora - Vélez Sarsfield
| Equipo          | Partidos | Partidos | Partidos | Serie |
| --------------- | -------- | -------- | -------- | ----- |
| Villa Dora      | 3        | 3        |          | 2     |
| Vélez Sarsfield | 2        | 0        |          | 0     |

| Fecha      | Local           | Resul                                                                                                   | Visitante       | Estadio         | Set 1 | Set 2 | Set 3 | Set 4 | Set 5 |
| ---------- | --------------- | --- | --------------- | --------------- | ----- | ----- | ----- | ----- | ----- |
| 6 de abril | Vélez Sarsfield | 2 - 3 (enlace roto disponible en Internet Archive; véase el historial, la primera versión y la última). | Villa Dora      | Vélez Sarsfield | 26-24 | 25-15 | 26-28 | 20-25 | 16-18 |
| 9 de abril | Villa Dora      | 3 - 0 Archivado el 5 de junio de 2016 en Wayback Machine.                                               | Vélez Sarsfield | Villa Dora      | 25-19 | 25-18 | 28-26 |       |       |

## Final
| Fecha              | Local      | Resul | Visitante    | Estadio            | Set 1 | Set 2 | Set 3 | Set 4 | Set 5 |
| ------------------ | ---------- | ----- | ------------ | ------------------ | ----- | ----- | ----- | ----- | ----- |
| 16 de abril, 18:30 | Villa Dora | 3 - 2 | Boca Juniors | Gorki Grana, Morón | 18-25 | 27-25 | 25-21 | 22-25 | 15-8  |

| Campeón Villa Dora |
| Primer título      |

## Equipo campeón
Fuente.
- Karina Suligoy
- Micaela Fabiani
- Candelaria Herrera
- Florencia Giorgi
- Marcia Scacchi
- Chris Vorpahl
- Ariana Macíes (Líbero)
- María Rossi
- Elena Romero

DT: Lorena Góngora.